# Mahidol University Salaya Campus Stadium
Das Mahidol University Salaya Campus Stadium ist ein Mehrzweckstadion in Phutthamonthon in der Provinz Nakhon Pathom, Thailand. Es wird derzeit hauptsächlich für Fußballspiele genutzt und ist das Heimstadion vom Drittligisten Krung Thonburi Football Club. Das Stadion hat eine Kapazität von 2000 Personen. Eigentümer und Betreiber des Stadions ist die Mahidol-Universität.

## Nutzer des Stadions
| Verein            | Zeitraum der Nutzung |
| ----------------- | -------------------- |
| Krung Thonburi FC | 2012 bis heute       |